# Bobsleje na Zimowych Igrzyskach Olimpijskich 1992
Bobsleje na Zimowych Igrzyskach Olimpijskich 1992 – jedna z dyscyplin rozgrywanych podczas igrzysk w Albertville, w dniach 15–22 lutego 1992. Na torze w La Plagne zawodnicy rywalizowali w dwójkach mężczyzn i czwórkach mężczyzn. Bobsleiści o medale podczas igrzysk walczyli po raz 15.

## Dwójka mężczyzn
| Miejsce | Państwo             | Zawodnik                       | Czas    | Strata |
| ------- | ------------------- | ------------------------------ | ------- | ------ |
| 1       | Szwajcaria I        | Gustav Weder/Donat Acklin      | 4:03.26 |        |
| 2       | Niemcy I            | Rudi Lochner/Markus Zimmermann | 4:03.55 | +0.29  |
| 3       | Niemcy II           | Christoph Langen/Günther Eger  | 4:03.63 | +0.37  |
| 4       | Austria II          | Ingo Appelt/Thomas Schroll     | 4:03.67 | +0.41  |
| 5       | Włochy I            | Günther Huber/Stefano Ticci    | 4:03.72 | +0.46  |
| 6       | Wielka Brytania I   | Mark Tout/Lennox Paul          | 4:03.87 | +0.61  |
| 7       | Stany Zjednoczone I | Brian Shimer/Herschel Walker   | 4:03.95 | +0.69  |
| 8       | Austria I           | Gerhard Rainer/Thomas Bachler  | 4:04.00 | +0.74  |

Data: 15–16.02.1992

## Czwórka mężczyzn
| Miejsce | Państwo           | Zawodnik                                                             | Czas    | Strata |
| ------- | ----------------- | -------------------------------------------------------------------- | ------- | ------ |
| 1       | Austria I         | Ingo Appelt/Harald Winkler/Gerhard Haidacher/Thomas Schroll          | 3:53.90 |        |
| 2       | Niemcy I          | Wolfgang Hoppe/Bogdan Musiol/Axel Kühn/René Hannemann                | 3:53.92 | +0.02  |
| 3       | Szwajcaria I      | Gustav Weder/Donat Acklin/Lorenz Schindelholz/Curdin Morell          | 3:54.13 | +0.23  |
| 4       | Kanada I          | Chris Lori/Ken LeBlanc/Cal Langford/David MacEachern                 | 3:54.24 | +0.34  |
| 5       | Szwajcaria II     | Christian Meili/Bruno Gerber/Christian Reich/Gerold Löffler          | 3:54.38 | +0.48  |
| 6       | Niemcy II         | Harald Czudaj/Tino Bonk/Axel Lang/Alexander Szelig                   | 3:54.42 | +0.52  |
| 7       | Wielka Brytania I | Mark Tout/George Farrell/Paul Field/Lennox Paul                      | 3:54.89 | +0.99  |
| 8       | Francja I         | Christophe Flacher/Claude Dasse/Thierry Tribondeau/Gabriel Fourmigue | 3:54.91 | +1.01  |

Data: 21–22.02.1992